# Barilius pakistanicus
Barilius pakistanicus är en fiskart som beskrevs av Mirza och Sadiq, 1978. Barilius pakistanicus ingår i släktet Barilius och familjen karpfiskar. Inga underarter finns listade.